# Otto Bülte
Otto Bülte (Winnigstedt, 4 settembre 1886 – 14 giugno 1962) è stato un calciatore tedesco.